# The Smeezingtons
The Smeezingtons er navnet på en produktions- og sangskriver-trio der består af Bruno Mars, Philip Lawrence and Ari Levine.
De har produceret og skrevet sange for kunstnere og grupper såsom Sugababes, Travie McCoy, B.o.B, Justin Bieber, Brandy Norwood, K'naan, Flo Rida, Chad Hugo, Lil Eddie, Kid Cudi og Cee Lo Green blandt andre.